# Meteorologiåret 1968

## Händelser

### Januari
- 11 januari – En snöstorm härjar i Blekinge, Sverige där en halv meter snö lamslår trafiken under två dygn [1].
- 13 januari – I Babno Polje, SR Slovenien, Jugoslavien uppmäts temperaturen - 34.5 °C (-30 °F), och därmed tangeras Sloveniens köldrekord från 1956 [2].
- 24 januari – Ett ovanligt åskväder i Minnesota, USA lämnar 10 000 hushåll utan ström [3].

### Mars
- 18 mars – Den tidigaste tornadon någonsin i Minnesota, USA härjar. Ingen person dödas.[4].
- 30 mars – I såväl Oskarshamn som Sandbäckshult i Småland uppmäts temperaturen + 22,2 °C vilket är Sveriges hittills högsta uppmätta temperatur för månaden [5].

### April
- 2 april – Vid Mykines fyr, Färöarna uppmäts temperaturen - 10.0 °C, vilket blir Färöarnas lägst uppmätta temperatur för månaden [6].

### Maj
- Maj - Torne älv i Lappland/Norrbotten svämmar över [7].

### Juli
- 3 juli
  - Med + 34,2 °C i Skellefteå, Sverige uppmäts värmerekord för Västerbotten [8].
  - I Sollefteå, Sverige uppmäts + 33.7°, en tiondels grad högre än Bredbyn [9].

### Augusti
- 7 augusti – Regn Minnesota, USA skadar 1 200 hem. Jordskred lamslår trafiken [10].

### Oktober
- 15 oktober – Centrala och södra i Minnesota, USA upplever typiskt väder för sommarkläder [11].
- 25 oktober – I Myrheden, Västerbotten uppmäts temperaturen  -31,5 °C vilket är Sveriges hittills lägsta uppmätta temperatur för månaden [5].
- 28 oktober - I Myrheden, Sverige sjunker temperaturen under -30°, vilket tangerar 1880 års svenska rekord för tidigaste datum för temperatur under -30° [12].
- 31 oktober
  - Vid Vágar flygplats, Färöarna uppmäts temperaturen -6.4 °C, vilket blir Färöarnas lägst uppmätta temperatur för månaden [6].
  - 158.9 millimeter nederbörd faller över Tollymore Forest i Nordirland, Storbritannien vilket innebär nytt nordirländskt rekord för högsta dygnsnederbörd [13].

### November
- 1 november – 21 centimeter snö täcker Västerås, Sverige [14].
- 2 november
  - I Faksinge och Præstø, Danmark uppmäts temperaturen + 18,5 °C, vilket blir Danmarks högst uppmätta temperatur för månaden [15].
  - I Ugerup, Skåne uppmäts temperaturen + 18,4 °C vilket  är Sveriges hittills högsta uppmätta temperatur för månaden [5].
- 3 november - Vid översvämningar och jordskred i norra Italien täcks stora arealer av lera och gyttja [16].
- 5 november – En halv meter snö täcker nordvästra Västmanland, Sverige [14].

### December
- December - Minnesota, USA drabbas av en serie snöstormar [17].

### Okänt datum
- I Norge tas en ny väderstationsbyggnad i drift på Bjørnøya [18].
- Antenn och mottagningsutrustning för vädersatellitbilder tas i bruk i Blindern, Norge [19].

## Avlidna
- 27 juni – Heinrich Seilkopf, tysk meteorolog.
- 18 juli – Ernest Harry Vestine, amerikansk geofysiker och meteorolog.
- 26 oktober – Zhao Jiuzhang, kinesisk meteorolog, geofysiker och rymdfysiker.

### Fotnoter
1. ↑  ”SMHI”. Arkiverad från originalet den 8 september 2010. https://web.archive.org/web/20100908215559/http://www.smhi.se/kunskapsbanken/meteorologi/blekinges-klimat-1.4831. Läst 5 februari 2011.
2. ↑  ”Arkiverade kopian”. Arkiverad från originalet den 4 mars 2016. https://web.archive.org/web/20160304001118/http://www.arso.gov.si/vreme/podnebje/slo_vremenski_rekordi.pdf. Läst 22 oktober 2016.
3. ↑  ”Arkiverade kopian”. Arkiverad från originalet den 21 juli 2010. https://web.archive.org/web/20100721154003/http://climate.umn.edu/pdf/day_in_weather_history/january_wx_history.pdf. Läst 16 februari 2011.
4. ↑  ”Arkiverade kopian”. Arkiverad från originalet den 11 juni 2014. https://web.archive.org/web/20140611100013/http://climate.umn.edu/pdf/day_in_weather_history/march_wx_history.pdf. Läst 26 januari 2015.
5. 1 2 3  SMHI Arkiverad 9 september 2010 hämtat från the Wayback Machine.
6. 1 2  DMI
7. ↑  SMHI
8. ↑  ”SMHI”. Arkiverad från originalet den 9 september 2010. https://web.archive.org/web/20100909030220/http://www.smhi.se/kunskapsbanken/meteorologi/vasterbottens-klimat-1.5004. Läst 4 februari 2011.
9. ↑  SMHI
10. ↑  ”Arkiverade kopian”. Arkiverad från originalet den 26 juli 2010. https://web.archive.org/web/20100726102403/http://www.climate.umn.edu/pdf/day_in_weather_history/august_wx_history.pdf. Läst 16 februari 2011.
11. ↑  ”Arkiverade kopian”. Arkiverad från originalet den 26 juli 2010. https://web.archive.org/web/20100726102332/http://www.climate.umn.edu/pdf/day_in_weather_history/october_wx_history.pdf. Läst 16 februari 2011.
12. ↑  SMHI
13. ↑  Met Office Arkiverad 20 november 2008 hämtat från the Wayback Machine.
14. 1 2  SMHI
15. ↑  Vejrekstremer i Danmark Arkiverad 19 januari 2013 hämtat från the Wayback Machine. DMI
16. ↑  Faktakalendern 1997, Semic, 1996
17. ↑  Famous Minnesota Winter Storms (Listed Chronologically) Arkiverad 7 januari 2009 hämtat från the Wayback Machine.
18. ↑  MET Arkiverad 15 december 2010 hämtat från the Wayback Machine.
19. ↑  MET